# Charlie Hebdo
Charlie Hebdo (phát âm tiếng Pháp: [ʃaʁli ɛbˈdo]; tiếng Pháp nghĩa là Tuần san Charlie) là một tuần báo trào phúng của Pháp, thường đăng các biếm họa, bản tin, bút chiến, và truyện cười. Tuần báo thể hiện quan điểm chống phân biệt chủng tộc và theo cánh tả, do đó các đề tài châm biếm của nó là phe cực hữu, tôn giáo (Công giáo, Hồi giáo, Do Thái giáo), chính trị, văn hóa,...Theo cựu biên tập viên "Charb" (Stéphane Charbonnier), quan điểm biên tập của tạp chí phản ánh tư tưởng "tất cả thành phần của đa số cánh tả và thậm chí cả những người không đi bầu (không tham gia chính trị)".
Charlie Hebdo phát hành lần đầu vào năm 1970, như là một tòa soạn kế thừa từ tạp chí Hara-Kiri đã bị cấm do chế giễu về cái chết của cố tổng thống Pháp Charles de Gaulle. Năm 1981, tạp chí công bố ngừng hoạt động, nhưng lại tái lập vào năm 1992. Chủ bút hiện nay Gérard Biard đã tiếp quản vị trí này sau khi cựu tổng biên tập Charbonnier bị giết chết (2015). Các chủ bút trước đó là François Cavanna (1969-1981) và Philippe Val (1992-2009). Tạp chí được xuất bản vào thứ tư hàng tuần, với các phiên bản đặc biệt được xuất bản đột xuất.

## Lịch sử

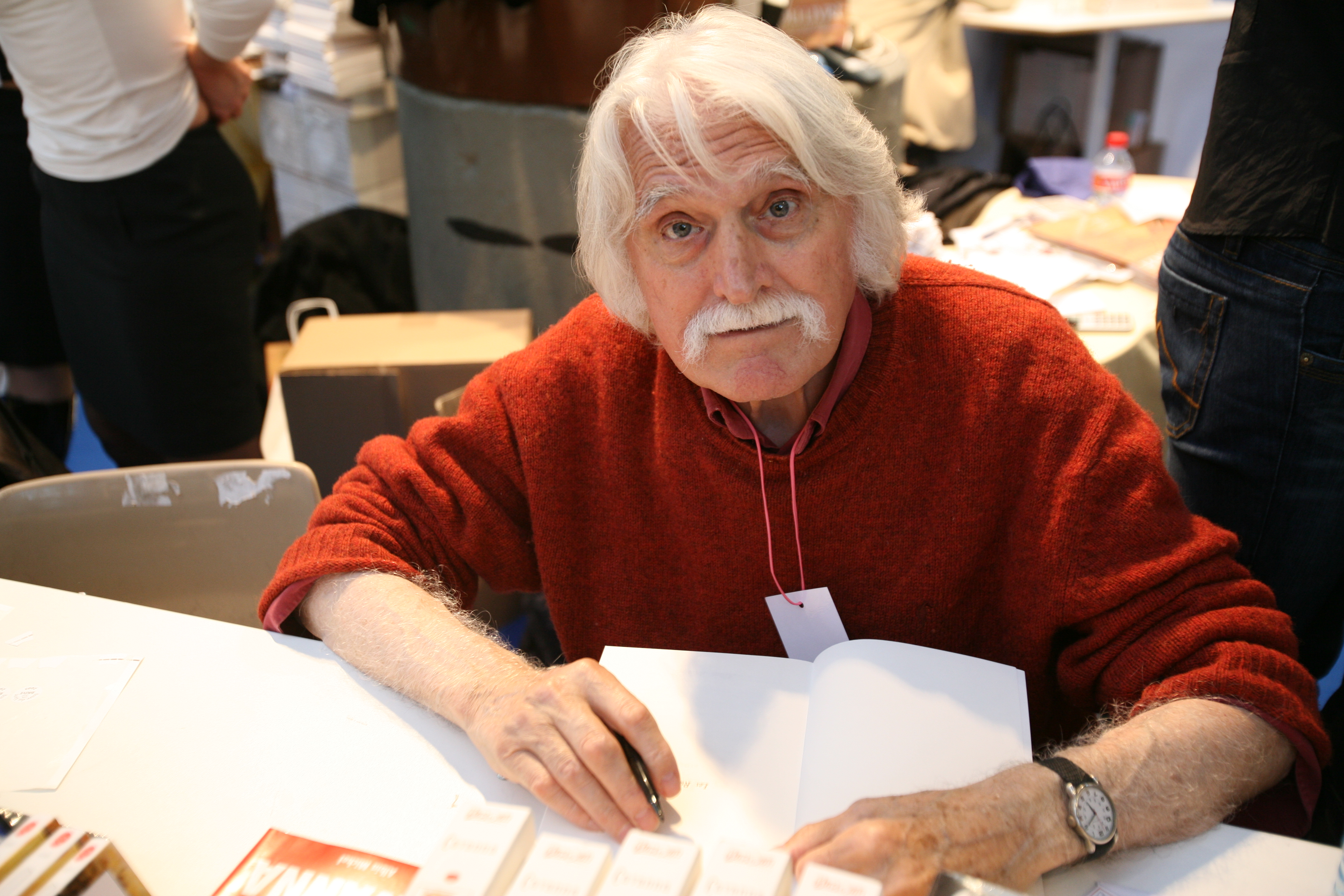
François Cavanna (1923–2014), một trong những sáng lập viên Charlie Hebdo

Năm 1960, Georges "Professeur Choron" Bernier và François Cavanna ra mắt nguyệt san lấy tên là Hara-Kiri. Choron đảm nhiệm vị trí giám đốc xuất bản còn Cavanna là tổng biên tập. Sau đó, Cavanna đã quy tụ một đội ngũ bao gồm Roland Topor, Fred, Jean-Marc Reiser, Georges Wolinski, fr, và Cabu. Sau một lá thư của khán giả buộc tội họ là "ngu bẩn" ("bête et méchant"), cụm từ này đã trở thành khẩu hiệu chính thức của tờ báo và biến nó trở thành ngôn ngữ hàng ngày ở Pháp.
Năm 1969, nhóm Hara-Kiri quyết định xuất bản theo tuần nhằm làm nổi bật hơn những hoạt động lúc ấy của nhóm. Công việc này được ấn định bắt đầu vào tháng 2 năm ấy với cái tên của nhóm là Hara-Kiri Hebdo. Sau đó Hara-Kiri Hebdo lại đổi thành L'Hebdo Hara-Kiri vào tháng 5 cùng năm.
Năm 1970, tạp chí này bị cấm hoạt động sau khi xuất bản một hình họa đả kích những thông tin trên giới truyền thông về một vụ cháy gây chết người. Cụ thể là vào năm ấy, vụ cháy câu lạc bộ Cinq-Sept xảy ra, khiến 146 người thiệt mạng. 8 ngày sau đấy, Tổng thống Pháp đương nhiệm là Charles de Gaulle đã qua đời tại nhà riêng. Dựa vào những sự kiện này, nhóm trên đã xuất bản một cuốn tạp chí có tiêu đề là "Buổi khiêu vũ kinh hoàng ở Colombey, một cái chết", trong đó có đưa ra một kiểu đùa cợt về những tin tức được đưa ra bởi báo chí bình dân của Pháp. Và hậu quả là như nói ở trên.
Để tránh lệnh cấm, tạp chí được đổi tên Charlie Hebdo và tái bản trong vài tuần sau đó. Cái tên Charlie Hebdo này là dựa vào tên của một tờ tạp chí theo tháng khác có tên là Charlie (sau này tờ tạp chí này đổi tên là Charlie Mensuel, có nghĩa là tạp chí Charlie theo tháng). Mà cái tên Charlie của tờ tạp chí ta nói tới, chứ không phải là Charlie Hebdo, là xuất phát từ một nhân vật có tên là Charlie Brown của tờ Peanuts.
Tháng 12 năm 1981, Charlie Hebdo ngừng hoạt động.
Năm 1992, Charlie Hebdo tái sinh và tồn tại đến ngày nay. Do nổi tiếng với những bức tranh châm biếm về mọi tôn giáo, Charlie Hebdo khiến các phần tử Hồi giáo cực đoan chú ý và khó chịu.
Năm 2006, tờ tạp chí đăng lại một nhân vật hoạt hình nổi tiếng người Đan Mạch mô phỏng nhà tiên tri Hồi giáo Mohammed trong số đặc biệt.

## Tranh cãi

### Các vụ tấn công
Do phim hoạt hình theo chủ đề gây tranh cãi Muhammad được xuất bản vào năm 2011, tạp chí đã trải qua hai cuộc tấn công: một vụ bom lửa trong năm 2011, và một vụ bị tấn công bằng súng vào ngày 7 tháng 1 năm 2015.

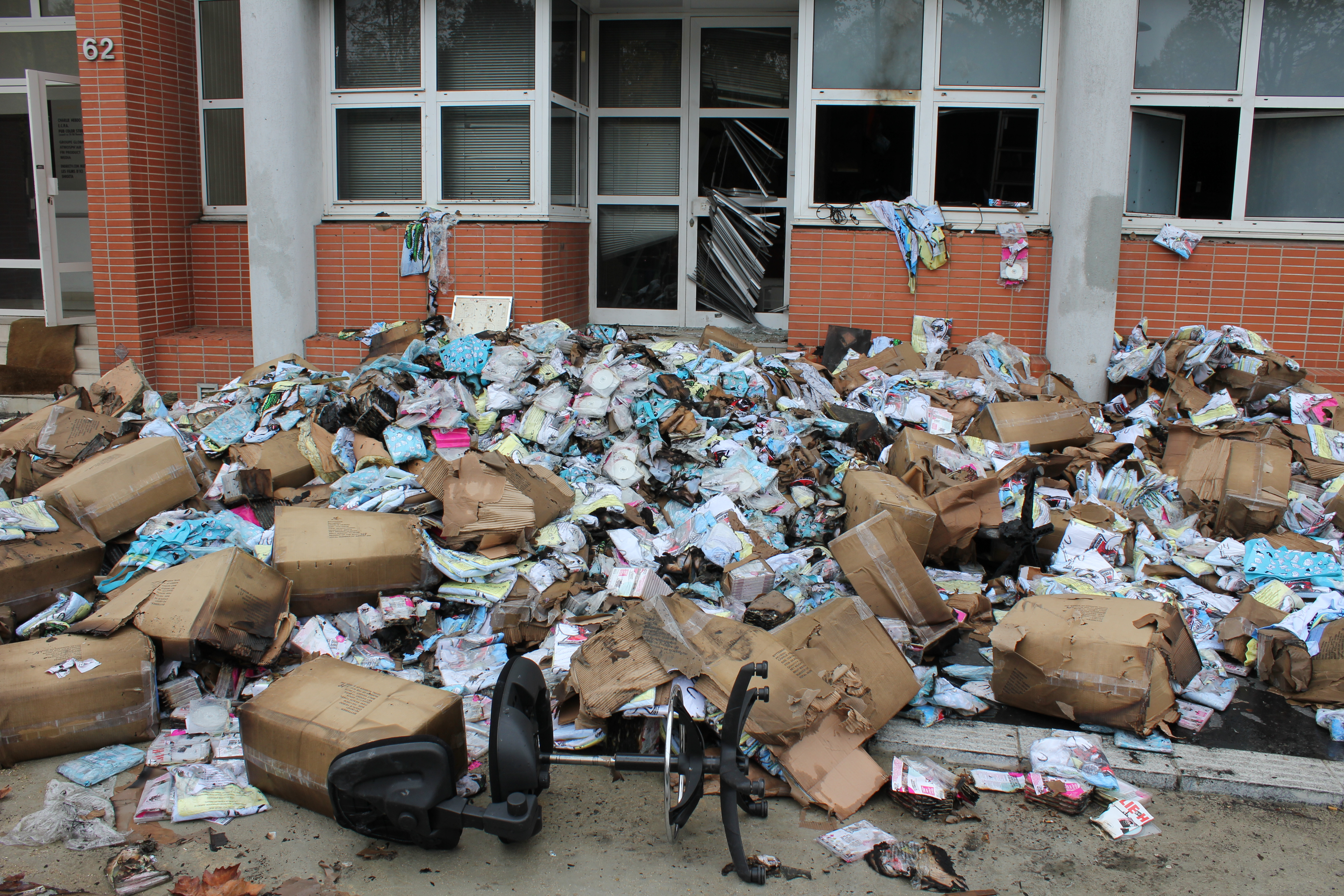
Bên ngoài tòa soạn bị tấn công vào tháng 11 năm 2011
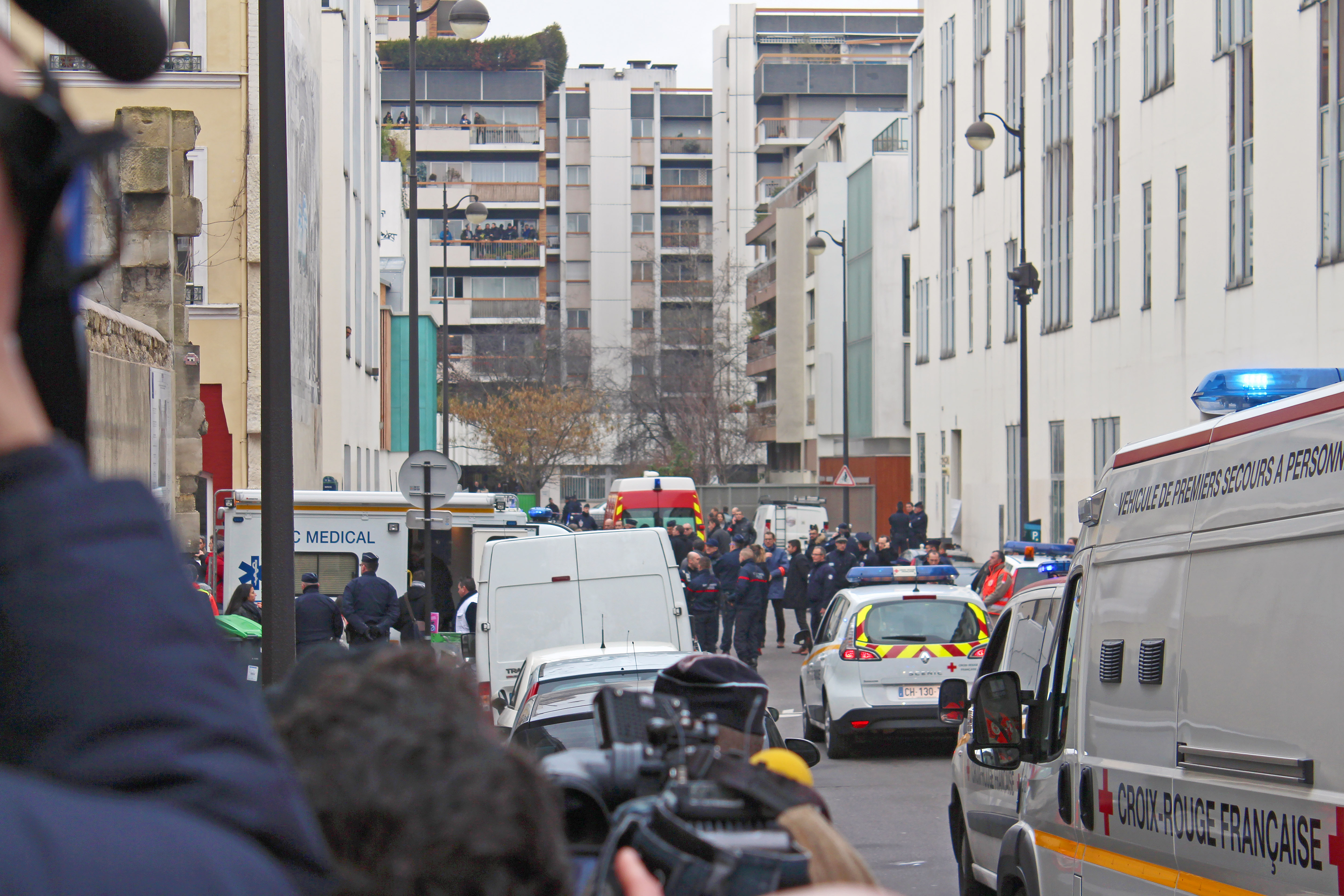
Nhà báo, cảnh sát và cấp cứu có mặt tại hiện trường xả súng sau vài ngày đầu năm 2015